# AB Bay 72
Bei den bayerischen AB Bay 72 handelt es sich um zweiachsige Abteilwagen für den Einsatz in Personenzügen nach dem Blättern 49 (als Gattung AB) und 96 (als Gattung B) aus dem Wagenstandsverzeichnis (WV) für die Königlich Bayerischen Staatseisenbahnen vom 31. März 1913 (weitere Angaben siehe untenstehende Liste). Sie wurden ursprünglich von den Königlich privilegierten Bayerischen Ostbahnen (B.O.B.) als Wagen der Gattung A.B. beschafft.

## Geschichte
Für die Personenbeförderung auf den von ihr betriebenen Linien beschaffte die B.O.B. in den Jahren zwischen 1856 (erstes Geschäftsjahr) und 1875 (letztes Geschäftsjahr und Übernahme durch die K.B.E.) ca. 100 Wagen der Gattung A.B. bzw. A.B.br. Von diesen wurden 1876 noch insgesamt 91 Stück von den K.B.Sts.B übernommen und in ihren Wagenpark ebenfalls als Gattung AB eingereiht.

## Beschaffung
Als sechste Serie von Personenwagen der Gattung A.B. wurden in den Jahren 1872 und 1873 insgesamt vierundzwanzig ungebremste Wagen beschafft. Der Stückpreis der Wagen lag bei 4.600 Gulden, Lieferant war die Fa. Eisengießerei Klett & Comp. Die Wagen waren baugleich zu den Wagen der fünften Beschaffungsserie (siehe B Bay 70), wobei allerdings die Anzahl der Abteile der jeweiligen Klasse getauscht wurde.

## Verbleib
Im amtlichen Bestandsverzeichnis der K.B.Sts.B. von 1913 wird noch ein Wagen als Gattung AB geführt, während elf Wagen als Gattung B. aufgeführt werden. Dabei wurde die ursprüngliche Sitzaufteilung beibehalten. Auf Grund ihres Alters und da im amtlichen Verzeichnis der Reichsbahn von 1930 keine Wagen des Typs AB Bay 72 bzw. B Bay 72 verzeichnet sind, ist davon auszugehen, dass sie alle bis zu diesem Termin ausgemustert waren.

## Konstruktive Merkmale

### Untergestell
Der Rahmen der Wagen war komplett aus Profileisen aufgebaut. Als Zugeinrichtung hatten die Wagen Schraubenkupplungen nach VDEV. Die Zugstange war durchgehend und mittig gefedert. Als Stoßeinrichtung besaßen die Wagen in der Lieferversion Stangenpuffer der B.O.B.-Bauart mit einer Einbaulänge von 555 mm und 360 mm für die Pufferteller. Diese wurden später durch solche mit einer Einbaulänge von 620 mm ersetzt, wodurch sich auch die LüP der Wagen entsprechend änderte.

### Laufwerk
Die Wagen hatten aus Blechen und Winkeln genietete Achshalter der kurzen, geraden Bauform. Gelagert waren die Achsen in Gleitachslagern. Die Räder hatten Speichenradkörper des bayerischen Typs 24 mit einem Durchmesser von 1.024 mm. Die jeweils 1.480 Millimeter langen Tragfedern hatten je sechs Blätter. Der Querschnitt der Blätter betrug 96 × 13 Millimeter.
In der Lieferversion waren alle Wagen ungebremst. Im Verzeichnis von 1891 wird für drei Wagen (Nr. 17 823 bis 17 825) eine Verbindungsbremse ausgewiesen. Im Verzeichnis von 1897 wird für insgesamt fünf Wagen der Einbau von Luftleitungen für eine durchgehende Druckluftbremse ausgewiesen. Im Verzeichnis von 1913 wird für eben diese fünf Wagen der Einbau einer Westinghouse-Bremse ausgewiesen.

### Wagenkasten
Der Rahmen des Wagenkastens bestand aus einem hölzernen Ständerwerk. Die Wände waren außen mit Blechen und innen mit Holz verkleidet. Die Stirnwände waren gerade, die Seitenwände ab der Höhe der Griffstangen für die Laufbretter nach unten leicht eingezogen. Das flache Tonnendach ragte nur leicht über die Seitenwände. Die Wagen hatten alle lange, seitliche Laufbretter mit Anhaltestangen. Die Halbabteile der ersten Klasse hatten als Besonderheit zusätzliche Fenster in der dazugehörenden Stirnwand.

### Ausstattung
Die Wagen hatten 1 ½ Abteile der Zweiten und zwei Abteile der Ersten Klasse. Beide Klassen hatten gepolsterte Sitzbänke, wobei die der Ersten Klasse höherwertig ausgeführt waren. In der Ersten Klasse gab es außerdem nur drei Sitze pro Reihe. Zwischen 1897 und 1913 wurden fast alle Wagen (Details siehe untenstehende Liste) zu solchen der zweiten Klasse unter Beibehaltung der Sitzaufteilung und Ausstattung umgewidmet. Die Wagen erhielten dann auch die Gattungsbezeichnung B.
Beleuchtet wurden die Wagen in der Lieferversion mit Öl-Lampen. Ab dem Verzeichnis von 1897 wird für alle Wagen eine Gasbeleuchtung nachgewiesen. Die für das Leuchtgas benötigten Gasbehälter mit einem Volumen von 560 ltr. waren in Längsrichtung unter dem Untergestell aufgehängt. Ebenfalls ab dem Verzeichnis von 1897 ist für alle Wagen eine Dampfheizung eingetragen. Zur Belüftung gab es Lamellenlüfter über den Abteiltüren sowie herablassbare Fenster.
Bei dem Umbau in den Jahren zwischen 1897 und 1913 wurden zusätzlich auch zwei Toiletten eingebaut. Diese lagen jeweils seitlich zwischen zwei Abteilen, so dass sie von beiden Seiten her benutzt werden konnten. Durch den Einbau der Toiletten verringerte sich die Anzahl der Sitze auf achtzehn Stück.

## Skizzen, Musterblätter, Fotos

Ansicht zu Blatt 19 aus B.O.B. WV von 1875
Ansicht zu Blatt 19 aus Bayer. WV von 1879
Ansicht zu Blatt 36 aus Bayer. WV von 1891
Ansicht zu Blatt 45 aus Bayer. WV von 1897
Ansicht zu Blatt 49 aus Bayer. WV von 1913

## Wagennummern
| Blatt-Nr. Herstelld.         | Blatt-Nr. Herstelld.         | Blatt-Nr. Herstelld.         | Gattungszeichen je Epoche Wagennummern je Epoche (mit Direktionsangaben) | Gattungszeichen je Epoche Wagennummern je Epoche (mit Direktionsangaben) | Gattungszeichen je Epoche Wagennummern je Epoche (mit Direktionsangaben) | Gattungszeichen je Epoche Wagennummern je Epoche (mit Direktionsangaben) | Gattungszeichen je Epoche Wagennummern je Epoche (mit Direktionsangaben) | Gattungszeichen je Epoche Wagennummern je Epoche (mit Direktionsangaben) | Gattungszeichen je Epoche Wagennummern je Epoche (mit Direktionsangaben) | Gattungszeichen je Epoche Wagennummern je Epoche (mit Direktionsangaben) | Gattungszeichen je Epoche Wagennummern je Epoche (mit Direktionsangaben) | Fahrwerk / Ausstattung / Zusatzinfos (siehe jeweilige Legende) | Fahrwerk / Ausstattung / Zusatzinfos (siehe jeweilige Legende) | Fahrwerk / Ausstattung / Zusatzinfos (siehe jeweilige Legende) | Fahrwerk / Ausstattung / Zusatzinfos (siehe jeweilige Legende) | Fahrwerk / Ausstattung / Zusatzinfos (siehe jeweilige Legende) | Fahrwerk / Ausstattung / Zusatzinfos (siehe jeweilige Legende) | Fahrwerk / Ausstattung / Zusatzinfos (siehe jeweilige Legende) | Fahrwerk / Ausstattung / Zusatzinfos (siehe jeweilige Legende) | Fahrwerk / Ausstattung / Zusatzinfos (siehe jeweilige Legende) | Fahrwerk / Ausstattung / Zusatzinfos (siehe jeweilige Legende) | Fahrwerk / Ausstattung / Zusatzinfos (siehe jeweilige Legende)           |
| Bau- jahr                    | Her- steller                 | Anz.                         | B.O.B. bis 1872                                                          | B.O.B. ab 1872                                                           | KBE ab 1876                                                              | KBE ab 1884                                                              | KBE ab 1893                                                              | KBE ab 1894                                                              | KBE ab 1907                                                              | DR (ab 1923)                                                             | Ausge- mustert                                                           | Anz. Ach- sen                                                  | Brem- sen                                                      | Bl.                                                            | Hz.                                                            | Art u. Anz. Abteile (Sitze)                                    | Art u. Anz. Abteile (Sitze)                                    | Art u. Anz. Abteile (Sitze)                                    | Art u. Anz. Abteile (Sitze)                                    | Mil.                                                           | Mil.                                                           | Bemer- kung                                                              |
| Blatt-Nr. aus WV von Gattung | Blatt-Nr. aus WV von Gattung | Blatt-Nr. aus WV von Gattung | 1872                                                                     | 19 1875 AB.                                                              | 19 1879 P.II.                                                            | 36 1891 P.II.                                                            | Plan 1893 AB.                                                            | 45 1897 AB.                                                              | 96 1913 B.                                                               | B Bay 72                                                                 |                                                                          |                                                                |                                                                |                                                                |                                                                | A                                                              | 1.                                                             | 2.                                                             | 3.                                                             | O                                                              | M                                                              | Radstand für alle Wagen 4.370 Millimeter                                 |
| ---------------------------- | ---------------------------- | ---------------------------- | ------------------------------------------------------------------------ | ------------------------------------------------------------------------ | ------------------------------------------------------------------------ | ------------------------------------------------------------------------ | ------------------------------------------------------------------------ | ------------------------------------------------------------------------ | ------------------------------------------------------------------------ | ------------------------------------------------------------------------ | ------------------------------------------------------------------------ | -------------------------------------------------------------- | -------------------------------------------------------------- | -------------------------------------------------------------- | -------------------------------------------------------------- | -------------------------------------------------------------- | -------------------------------------------------------------- | -------------------------------------------------------------- | -------------------------------------------------------------- | -------------------------------------------------------------- | -------------------------------------------------------------- | ------------------------------------------------------------------------ |
| 1872                         | Klett                        | 4                            |                                                                          | 87                                                                       | 17 826                                                                   | 17 826                                                                   | 448                                                                      | 448                                                                      | 448                                                                      |                                                                          | <1930                                                                    | 2                                                              | (Wsbr)                                                         | Öl (G)                                                         | (D)                                                            | (2)                                                            | 2 (12)                                                         | 1 ½ (12)                                                       |                                                                | 18                                                             |                                                                | lt.WV 1891 mit Verbindungsbremse                                         |
| 1872                         | Klett                        | 4                            | 89                                                                       | 17 828                                                                   | 17 828                                                                   | 450                                                                      | 450                                                                      | 450                                                                      |                                                                          | <1930                                                                    |                                                                          | 2                                                              | (Wsbr)                                                         | Öl (G)                                                         | (D)                                                            | (2)                                                            | 2 (12)                                                         | 1 ½ (12)                                                       |                                                                | 18                                                             |                                                                |                                                                          |
| 1872                         | Klett                        | 4                            | 90                                                                       | 17 829                                                                   | 17 829                                                                   | 451                                                                      | 451                                                                      | 451                                                                      |                                                                          | <1930                                                                    |                                                                          | 2                                                              | (Wsbr)                                                         | Öl (G)                                                         | (D)                                                            | (2)                                                            | 2 (12)                                                         | 1 ½ (12)                                                       |                                                                | 18                                                             |                                                                |                                                                          |
| 1872                         | Klett                        | 4                            | 92                                                                       | 17 831                                                                   | 17 831                                                                   | 453                                                                      | 453                                                                      | 453                                                                      |                                                                          | <1930                                                                    |                                                                          | 2                                                              | (Wsbr)                                                         | Öl (G)                                                         | (D)                                                            | (2)                                                            | 2 (12)                                                         | 1 ½ (12)                                                       |                                                                | 18                                                             |                                                                |                                                                          |
| 1873                         | Klett                        | 14                           |                                                                          | 93                                                                       | 17 832                                                                   | 17 832                                                                   | 454                                                                      | 454                                                                      | 454                                                                      |                                                                          | <1930                                                                    | 2                                                              | (Wsbr)                                                         | Öl (G)                                                         | (D)                                                            | (2)                                                            | 2 (12)                                                         | 1 ½ (12)                                                       |                                                                | 18                                                             |                                                                |                                                                          |
| 1873                         | Klett                        | 14                           | 94                                                                       | 17 833                                                                   | 17 833                                                                   | 455                                                                      | 455                                                                      | 455                                                                      |                                                                          | <1930                                                                    | (Ll)                                                                     | 2                                                              |                                                                | Öl (G)                                                         | (D)                                                            | (2)                                                            | 2 (12)                                                         | 1 ½ (12)                                                       |                                                                | 18                                                             |                                                                |                                                                          |
| 1873                         | Klett                        | 14                           | 95                                                                       | 17 834                                                                   | 17 834                                                                   | 456                                                                      | 456                                                                      | 456                                                                      |                                                                          | <1930                                                                    | (Ll)                                                                     | 2                                                              |                                                                | Öl (G)                                                         | (D)                                                            | (2)                                                            | 2 (12)                                                         | 1 ½ (12)                                                       |                                                                | 18                                                             |                                                                |                                                                          |
| 1873                         | Klett                        | 14                           | 96                                                                       | 17 835                                                                   | 17 835                                                                   | 457                                                                      | 457                                                                      | 457                                                                      |                                                                          | <1930                                                                    | (Ll)                                                                     | 2                                                              |                                                                | Öl (G)                                                         | (D)                                                            | (2)                                                            | 2 (12)                                                         | 1 ½ (12)                                                       |                                                                | 18                                                             |                                                                |                                                                          |
| 1873                         | Klett                        | 14                           | 97                                                                       | 17 836                                                                   | 17 836                                                                   | 458                                                                      | 458                                                                      | 458                                                                      |                                                                          | <1930                                                                    | (Ll)                                                                     | 2                                                              |                                                                | Öl (G)                                                         | (D)                                                            | (2)                                                            | 2 (12)                                                         | 1 ½ (12)                                                       |                                                                | 18                                                             |                                                                |                                                                          |
| 1873                         | Klett                        | 14                           | 98                                                                       | 17 837                                                                   | 17 837                                                                   | 459                                                                      | 459                                                                      | 459                                                                      |                                                                          | <1930                                                                    | (Wsbr)                                                                   | 2                                                              |                                                                | Öl (G)                                                         | (D)                                                            | (2)                                                            | 2 (12)                                                         | 1 ½ (12)                                                       |                                                                | 18                                                             |                                                                |                                                                          |
| 1873                         | Klett                        | 14                           | 100                                                                      | 17 839                                                                   | 17 839                                                                   | 461                                                                      | 461                                                                      | 461                                                                      |                                                                          | <1930                                                                    | (Ll)                                                                     | 2                                                              |                                                                | Öl (G)                                                         | (D)                                                            | (2)                                                            | 2 (12)                                                         | 1 ½ (12)                                                       |                                                                | 18                                                             |                                                                |                                                                          |
| 1873                         | Klett                        | 14                           | 101                                                                      | 17 840                                                                   | 17 840                                                                   | 462                                                                      | 462                                                                      | 462                                                                      |                                                                          | <1930                                                                    | (Ll)                                                                     | 2                                                              |                                                                | Öl (G)                                                         | (D)                                                            | (2)                                                            | 2 (12)                                                         | 1 ½ (12)                                                       |                                                                | 18                                                             |                                                                |                                                                          |
| 1873                         | Klett                        | 14                           | 102                                                                      | 17 841                                                                   | 17 841                                                                   | 463                                                                      | 463                                                                      | 463                                                                      |                                                                          | <1930                                                                    | (Ll)                                                                     | 2                                                              |                                                                | Öl (G)                                                         | (D)                                                            | (2)                                                            | 2 (12)                                                         | 1 ½ (12)                                                       |                                                                | 18                                                             |                                                                |                                                                          |
| 1873                         | Klett                        | 14                           | 103                                                                      | 17 842                                                                   | 17 842                                                                   | 464                                                                      | 464                                                                      | 464                                                                      |                                                                          | <1930                                                                    | (Wsbr)                                                                   | 2                                                              |                                                                | Öl (G)                                                         | (D)                                                            | (2)                                                            | 2 (12)                                                         | 1 ½ (12)                                                       |                                                                | 18                                                             |                                                                |                                                                          |
| 1873                         | Klett                        | 14                           | 104                                                                      | 17 843                                                                   | 17 843                                                                   | 465                                                                      | 465                                                                      | 465                                                                      |                                                                          | <1930                                                                    | (Ll)                                                                     | 2                                                              |                                                                | Öl (G)                                                         | (D)                                                            | (2)                                                            | 2 (12)                                                         | 1 ½ (12)                                                       |                                                                | 18                                                             |                                                                |                                                                          |
| 1873                         | Klett                        | 14                           | 105                                                                      | 17 844                                                                   | 17 844                                                                   | 466                                                                      | 466                                                                      | 466                                                                      |                                                                          | <1930                                                                    | (Ll)                                                                     | 2                                                              |                                                                | Öl (G)                                                         | (D)                                                            | (2)                                                            | 2 (12)                                                         | 1 ½ (12)                                                       |                                                                | 18                                                             |                                                                |                                                                          |
| 1873                         | Klett                        | 14                           | 106                                                                      | 17 845                                                                   | 17 845                                                                   | 467                                                                      | 467                                                                      | 467                                                                      |                                                                          | <1930                                                                    | (Ll)                                                                     | 2                                                              |                                                                | Öl (G)                                                         | (D)                                                            | (2)                                                            | 2 (12)                                                         | 1 ½ (12)                                                       |                                                                | 18                                                             |                                                                |                                                                          |
| 1873                         | Klett                        | 14                           | 107                                                                      | 17 846                                                                   | 17 846                                                                   | 468                                                                      | 468                                                                      | 468                                                                      |                                                                          | <1930                                                                    | (Ll)                                                                     | 2                                                              |                                                                | Öl (G)                                                         | (D)                                                            | (2)                                                            | 2 (12)                                                         | 1 ½ (12)                                                       |                                                                | 18                                                             |                                                                |                                                                          |
| Blatt-Nr. aus WV von Gattung | Blatt-Nr. aus WV von Gattung | Blatt-Nr. aus WV von Gattung | 1872                                                                     | 19 1875 AB.                                                              | 19 1879 P.II.                                                            | 36 1891 P.II.                                                            | Plan 1893 AB.                                                            | 45 1897 AB.                                                              | 96 1913 B.                                                               | B Bay 72                                                                 |                                                                          |                                                                |                                                                |                                                                |                                                                | A                                                              | 1.                                                             | 2.                                                             | 3.                                                             | O                                                              | M                                                              | Radstand für alle Wagen von 4.370 Millimeter auf 5.000 Millimeter erhöht |
| 1872                         | Klett                        | 2                            |                                                                          | 88                                                                       | 17 827                                                                   | 17 827                                                                   | 449                                                                      | 449                                                                      | 449                                                                      |                                                                          | <1930                                                                    | 2                                                              | (Wsbr)                                                         | Öl (G)                                                         | (D)                                                            | (2)                                                            | 2 (12)                                                         | 1 ½ (12)                                                       |                                                                | 18                                                             |                                                                | Lt. WV 1897 Radstand auf 5.000 mm erhöht                                 |
| 1872                         | Klett                        | 2                            | 91                                                                       | 17 830                                                                   | 17 830                                                                   | 452                                                                      | 452                                                                      | 452                                                                      |                                                                          | <1930                                                                    | lt. WV 1891 Radstand auf 5.000 mm erhöht                                 | 2                                                              | (Wsbr)                                                         | Öl (G)                                                         | (D)                                                            | (2)                                                            | 2 (12)                                                         | 1 ½ (12)                                                       |                                                                | 18                                                             |                                                                |                                                                          |
| 1873                         | Klett                        | 3                            |                                                                          | 108                                                                      | 17 847                                                                   | 17 847                                                                   | 469                                                                      | 469                                                                      | 469                                                                      |                                                                          | <1930                                                                    | 2                                                              | (Wsbr)                                                         | Öl (G)                                                         | (D)                                                            | (2)                                                            | 2 (12)                                                         | 1 ½ (12)                                                       |                                                                | 18                                                             |                                                                | Lt. WV 1897 Radstand auf 5.000 mm erhöht                                 |
| 1873                         | Klett                        | 3                            | 109                                                                      | 17 848                                                                   | 17 848                                                                   | 470                                                                      | 470                                                                      | 470                                                                      |                                                                          | <1930                                                                    |                                                                          | 2                                                              | (Wsbr)                                                         | Öl (G)                                                         | (D)                                                            | (2)                                                            | 2 (12)                                                         | 1 ½ (12)                                                       |                                                                | 18                                                             |                                                                | Lt. WV 1897 Radstand auf 5.000 mm erhöht                                 |
| 1873                         | Klett                        | 3                            | 110                                                                      | 17 849                                                                   | 17 849                                                                   | 471                                                                      | 471                                                                      | 471                                                                      |                                                                          | <1930                                                                    |                                                                          | 2                                                              | (Wsbr)                                                         | Öl (G)                                                         | (D)                                                            | (2)                                                            | 2 (12)                                                         | 1 ½ (12)                                                       |                                                                | 18                                                             |                                                                | Lt. WV 1897 Radstand auf 5.000 mm erhöht                                 |
| Blatt-Nr. aus WV von Gattung | Blatt-Nr. aus WV von Gattung | Blatt-Nr. aus WV von Gattung | 1872                                                                     | 19 1875 AB.                                                              | 19 1879 P.II.                                                            | 36 1891 P.II.                                                            | Plan 1893 AB.                                                            | 45 1897 AB.                                                              | 49 1913 AB.                                                              | AB Bay 72                                                                |                                                                          |                                                                |                                                                |                                                                |                                                                | A                                                              | 1.                                                             | 2.                                                             | 3.                                                             | O                                                              | M                                                              | Radstand für alle Wagen von 4.370 Millimeter auf 5.000 Millimeter erhöht |
| 1873                         | Klett                        | 1                            |                                                                          | 99                                                                       | 17 838                                                                   | 17 838                                                                   | 460                                                                      | 460                                                                      | 460                                                                      |                                                                          | <1930                                                                    | 2                                                              | (Wsbr)                                                         | Öl (G)                                                         | (D)                                                            | (2)                                                            | 2 (12)                                                         | 1 ½ (12)                                                       |                                                                | 18                                                             |                                                                |                                                                          |